# Cooking Vinyl
Cooking Vinyl, aussi appelé CV, est un label discographique indépendant britannique, basé à Londres.

## Histoire

### 1986–1999

Ancien logo.

Cooking Vinyl est fondé en 1986 par Pete Lawrence, qui lance son label après que son employeur, le label discographique indépendant Making Waves, fait faillite. L'un des premiers disques édités par Cooking Vinyl est l'album The Texas Campfire Tapes de la chanteuse folk américaine Michelle Shocked. Le disque se classe numéro 1 des charts indépendants en Grande-Bretagne. Ce succès permet au label d'établir sa réputation.
À l'origine orienté vers la musique folk contemporaine, avec notamment Billy Bragg et Michelle Shocked, Cooking Vinyl s'est ensuite peu à peu diversifié, en publiant des artistes de rock (Killing Joke, Frank Black, Blondie, The Wedding Present…), de punk (Buzzcocks, The Undertones, Die Goldenen Zitronen, Dropkick Murphys, The Mekons…), de musique électronique (The Prodigy, The Orb…), et d'autres plus éclectiques comme le Mexican Institute of Sound.
La sortie de Invaders Must Die de The Prodigy représente un tournant pour le label. Il devient l'album indépendant le plus vendu en 2009 sur le marché européen, et, avec un chiffre d'affaires de 10,5 millions de livres sterling, Cooking Vinyl enregistre une année record.

### 2000–2010
En 2012, Amanda Palmer, défenseur de l'approche DIY annonce qu'elle s'associait à Cooking Vinyl dans le cadre d'un accord de distribution et de services de label pour la sortie européenne de son album studio Theatre Is Evil. L'album est financé par une campagne Kickstarter très médiatisée qui a récolté plus de 1,2 million de dollars en 30 jours.
L'album Born Villain de Marilyn Manson sort également sen 2012 dans le cadre d'un partenariat en joint-venture entre le propre label de Manson, Hell, etc. et Cooking Vinyl. L'album est un succès mondial, se classant à la cinquième place en Allemagne, à la dixième aux États-Unis, et en tête des classements Billboard Hard Rock and Independent. Au Royaume-Uni, Manson atteint la 14e place du UK Albums Chart et la première du UK Rock Albums Chart. 1 du UK Rock Albums Chart.

### Depuis 2011
2014 voit le retour de Embrace et de leur album éponyme, qui fait ses débuts dans le classement britannique des albums à la cinquième place. La même année, les rockeurs new-yorkais The Pretty Reckless ont atteint la huitième place, avec leur deuxième album studio.
En 2015, The Prodigy sort son album The Day Is My Enemy, qui atteint la première place du classement et est certifié disque d'or au Royaume-Uni. En 2016, Passenger s'empare de la première place des ventes d'albums au Royaume-Uni avec Young as The Morning, Old as the Sea. Cette année-là, l'auteure-compositrice-interprète Nina Nesbitt signe également un contrat mondial de services aux artistes avec Cooking Vinyl. En 2018, Lucy Spraggan, ancienne candidate de l'émission The X Factor, signe à la fois avec Cooking Vinyl Records et Publishing dans le cadre d'un contrat mondial de services aux artistes à long terme.
Cooking Vinyl entretient des relations de longue date avec un grand nombre de ses artistes. Charles Thompson, des Pixies, a signé en 2000 et a sorti 17 albums à ce jour sous les noms de Frank Black et Black Francis.
Depuis 1994, Jackie Leven, ancien collaborateur de Doll by Doll, a sorti 23 albums, dont cinq en 2009.
Parmi les autres artistes qui sont sortis sur le label dans les années 2010 figurent Counting Crows, Ryan Adams, Suzanne Vega, The Cult, The Charlatans, The Cranberries, Richard Ashcroft (CV a accordé une licence pour l'album These People, publié par Righteous Phonographic),,, The Subways, Echo and the Bunnymen, Gary Numan, The Enemy, Groove Armada, The Proclaimers, Seth Lakeman, UB40 et Dropkick Murphys.